# Funiculaire de Bakou
 (avril 2015).
Si vous disposez d'ouvrages ou d'articles de référence ou si vous connaissez des sites web de qualité traitant du thème abordé ici, merci de compléter l'article en donnant les références utiles à sa vérifiabilité et en les liant à la section « Notes et références ».
Le funiculaire de Bakou (azéri : Bakı funikulyoru) est un funiculaire à Bakou qui a ouvert en 1960, mais fut plusieurs fois fermé pour rénovation en 2007. Il a rouvert le 23 mai 2012.

## Ligne

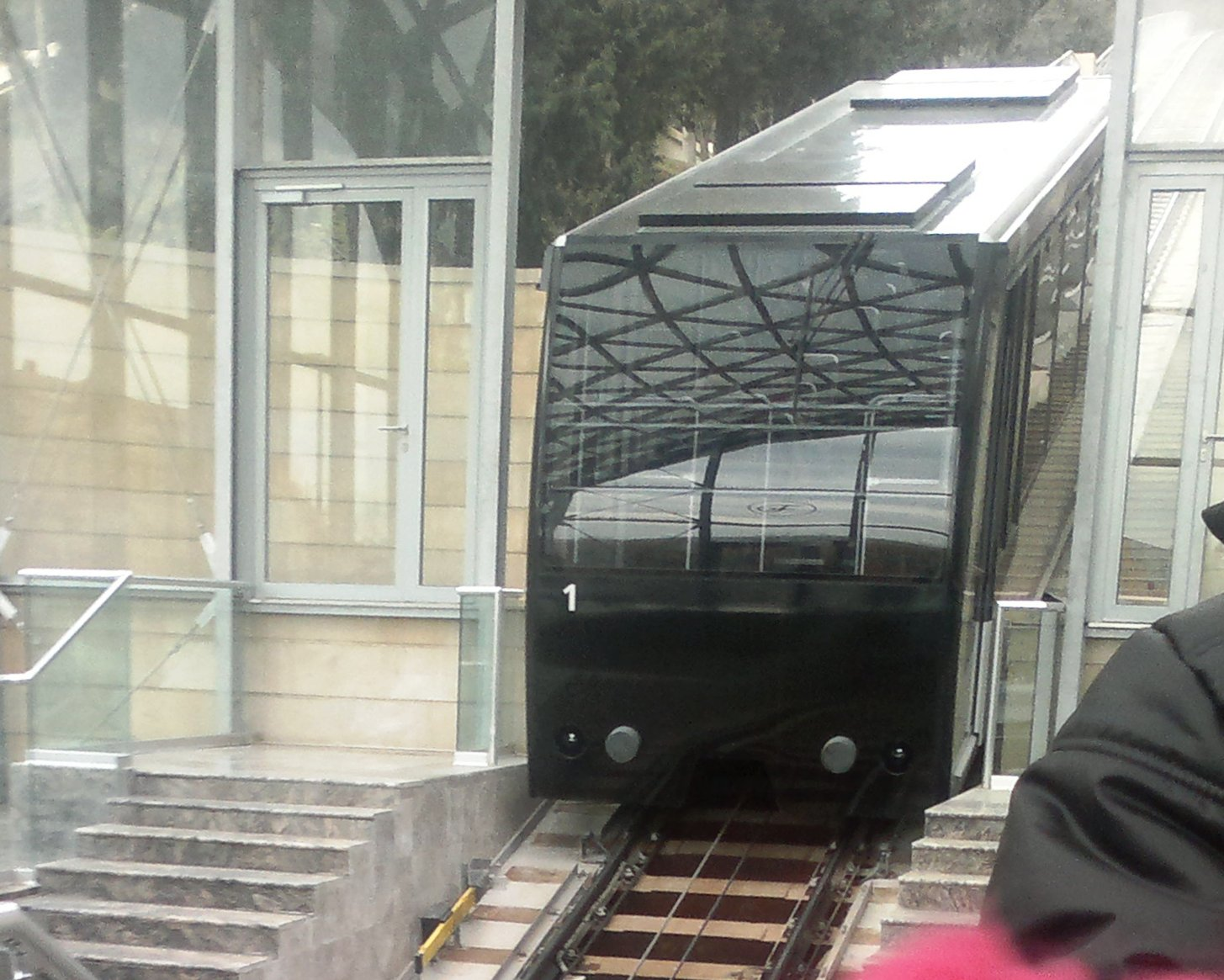
Train

Pour l'instant, il n'y a qu'une ligne qui relie l'avenue Neftchilar au parc Kirov (avenue des Martyrs). Il n'y a que deux stations : Baharam Gur et Avenue des Martyrs.

## Histoire
Le funiculaire a été commissionné par l'ancien maire de Bakou Alich Lambaranski et a été inauguré en 1960.
Fermé à la fin des années 1980, il rouvre en 2001. De nombreux travaux sont faits pour rénover et réparer le funiculaire.
Modernisé à partir de 2011, le nouveau funiculaire est inauguré par le président Ilham Aliyev le 23 mai 2012 à l'occasion de l'Eurovision 2012.

## Caractéristiques techniques
- Longueur de la ligne: 455m
- Ligne simple avec espace de croisement
- Deux stations
- Traction par câble, moteurs électriques
- Deux wagons– BF-1 et BF-2
- Capacité: 2000 par jour
- Vitesse maximale: 2,5 m/s (8.2 ft/s).
- Fréquence de départs : 10 minutes.
- Temps de trajet : 4 minutes.
- Horaires d'ouverture : 10:00 à 22:00
- Capacité d'un wagon : 28 personnes

Architecture : europroject Vienna/Austria (Architectes A.Mueller/W.Hoffelner/H.Peter) ; Construction : GIG projects, Austria